# Nervus cutaneus antebrachii medialis

Hautinnervationsgebiete am Arm, das des Nervus cutaneus antebrachii medialis (Medial antebrachial cut.) ist grun dargestellt.

Der Nervus cutaneus antebrachii medialis ist ein rein sensibler Nerv, der die Haut des ellenseitigen Unterarms versorgt. Er entspringt beim Menschen als eigenständiger Nerv direkt aus dem unteren Armnervengeflecht (Plexus brachialis) (Nervenwurzeln C8 und Th1). Von hier aus zieht er von der Achsel entlang der Oberarminnenseite und tritt oberhalb des Ellbogengelenks an die Hautoberfläche und liegt hier dicht neben einer großen Hautvene. Im Bereich des Ellbogens verzweigt sich der Nervus cutaneus antebrachii medialis in zwei Äste (Ramus ulnaris und Ramus anterior). Bei den meisten anderen Säugetieren ist er ein Abzweig (Hautast) des Nervus musculocutaneus. Er tritt zwischen Musculus biceps brachii und Musculus brachialis an die Oberfläche der Unterarmvorderseite. Bei Huftieren reicht sein Versorgungsgebiet bis zum Fesselgelenk.
Dem Nerv kommt, da er keine motorische Funktionen hat, eine Bedeutung als Transplantatspender zu. Aus dem Nerven kann im Bereich des Oberarms ein bis zu 20 cm langes Transplantat gewonnen werden, aus dem Unterarm bis zu 8 cm lange Stücke aus den beiden Hauptäste.
Die häufigsten Schädigungen beim Menschen entstehen im Rahmen von Venenpunktionen in der Ellenbeuge (zum Beispiel zwecks Blutspende) bzw. beim Injizieren von gewebsunverträglichen Substanzen in das Gewebe neben die Vene (paravenös).